# Roderick, les trois lois de la robotique

Roderick, les trois lois de la robotique est une pièce de théâtre française produite par la troupe du Café de la gare et créée en 1980. Comédie en prose, cette pièce composée d'une série de tableaux humoristiques et loufoques s'inscrit dans la vague du Café-théâtre de Paris, dont la pièce Des boulons dans mon yaourt créée par la même troupe en 1969 est la première du genre. La pièce s'inspire librement d'un ouvrage de l'écrivain américain John Thomas Sladek, auteur de science-fiction, célèbre pour son style satirique et ses romans surréalistes. Le titre original est « Roderick, Roderick at Random ». La pièce inspirée du roman américain est une variation du fameux Candide de Voltaire incarné cette fois, en un robot doté de la pensée. L'œuvre s'inspire également des Trois lois de la robotique de l'auteur Isaac Asimov.

## Intrigue
Le personnage principal est robot humanoïde doté de l'intelligence, tout premier à être inventé. On observe au fil de la pièce, l'élaboration de sa conscience, en plusieurs étapes successives avant qu'il ne soit enfin doté d'un corps mécanique rudimentaire. Mais à la suite de différentes péripéties, il se retrouve seul au monde. Du fait de sa naïveté et de son inexpérience, il devient à son insu, l'instrument de criminels et se retrouve au cœur d'événements catastrophiques. La plaisanterie récurrente de la pièce consiste à mettre en évidence un Roderick incapable persuader les gens de son état de robot. Ils préfèrent le traiter de fou ou d'enfant handicapé. Candide, il ne se plaint jamais et cherche toujours à rendre service, coincé par les Trois lois de la robotique qui lui interdisent de nuire à l'être humain.

## Autour de la pièce
Au-delà de la farce, dont le récit est parsemé d'habituels calembours et jeux de mots de Sladek enrichi par ceux de la troupe du Café de la Gare, la dimension critique de la société contemporaine est clairement sous-jacente, tant dans le récit, la mise en scène que dans les dialogues. Alors que Patrick Dewaere a quitté la troupe depuis quelques années pour mener sa carrière d'acteur de cinéma, il revient ponctuellement et amicalement collaborer à certaines représentations. Ainsi, lors de la première, alors qu'il ne sait strictement rien de la pièce, Romain Bouteille lui propose de la présenter à travers un discours qu'il doit improviser. Cette contribution se renouvelle durant plusieurs mois et Dewaere trouve des idées farfelues et de nouveaux gags à chaque représentation. 

## Distribution
- Auteur, mise en scène : Romain Bouteille
- Adaptation et dialogues : Collective, troupe du Café de la Gare

- Romain Bouteille
- Patrick Dewaere
- Sotha
- Claude Mann
- Martin Lamotte
- Gérard Lanvin
- Philippe Manesse
- Jean-Michel Haas
- Catherine Mitry
- Gérard Lefèvre